# Prasinocyma scissaria
Prasinocyma scissaria är en fjärilsart som beskrevs av Felder 1875. Prasinocyma scissaria ingår i släktet Prasinocyma och familjen mätare. Inga underarter finns listade i Catalogue of Life.